# Ana Mariño
Ana Isabel Mariño Ortega, née le 1er août 1959, est une femme politique espagnole membre du Parti populaire (PP).
Elle est sénatrice de la Communauté de Madrid entre juillet 2015 et octobre 2017.

## Biographie

### Formation
Elle est titulaire d'une licence en droit.

### Vie politique
Elle est députée à l'Assemblée de Madrid depuis 2007.
Le 9 juillet 2015, elle est désignée sénatrice par la Xe législature de l'Assemblée de Madrid en représentation de la communauté autonome. Après le remaniement gouvernemental organisé par Cristina Cifuentes en septembre 2017, elle est proposée par cette dernière pour occuper le poste de première secrétaire du bureau de l'Assemblée de Madrid, laissé vacant. Elle démissionne, en conséquence, de son mandat de sénatrice pour laisser la place à Jaime González Taboada qui vient de quitter le conseil de gouvernement.